# Adriana Ozores Muñoz
Adriana Ozores Muñoz (Madrid, 21 de maig de 1959) és una actriu espanyola.
Pertany a una important família d'artistes: és neta dels actors Mariano Ozores i Luisa Puchol Butier i filla de l'actor José Luis Ozores Puchol (1923-1968), que va morir quan ella tenia nou anys, i Concepción Muñoz, és neboda del director i guionista Mariano Ozores Puchol (1926-2010) i de l'actor Antonio Ozores Puchol (1928-2010), i cosina de la també actriu Emma Ozores Ruiz (1966), filla d'Antonio. Té dos germans bessons, Mariano i Pelayo, dedicats també al món del cinema.

## Biografia
Els seus inicis estan lligats al seu oncle Mariano i les pel·lícules del duo Andrés Pajares i Fernando Esteso. Posteriorment, després d'aparicions en diverses sèries de televisió com Turno de oficio, es va dedicar al teatre.
Compta amb un Premi Goya com a actriu secundària per la seva interpretació en la pel·lícula La hora de los valientes del director Antonio Mercero. El seu primer fill va néixer el 1998.
En 2005 dona vida a Carmen Avendaño en la pel·lícula Heroína, mare d'un toxicòman que funda l'Associació d'Ajuda al Toxicòman ÉRGUETE.
En televisió el seu paper més valorat va ser el de Lola en "Los hombres de Paco", sèrie amb la qual Adriana va estar lligada durant quatre anys, arribant a rodar gairebé 80 episodis. També va ser la mare de Manolito Gafotas en la sèrie del mateix nom. Després de dos anys allunyada del mitjà, Adriana va protagonitzar la TV-Movie "La Duquesa" per Telecinco el 2010, amb tant èxit de públic i crítica, que la cadena va encarregar una segona part per 2011.

## Filmografia parcial
| Any  | Pel·lícula                               | Director               |
| ---- | ---------------------------------------- | ---------------------- |
| 1980 | El liguero mágico                        | Mariano Ozores         |
| 1981 | El hijo del cura                         | Mariano Ozores         |
| 1981 | Brujas mágicas                           | Mariano Ozores         |
| 1981 | Es peligroso casarse a los 60            | Mariano Ozores         |
| 1983 | La loca historia de los tres mosqueteros | Mariano Ozores         |
| 1996 | ¿De qué se ríen las mujeres?             | Joaquim Oristrell      |
| 1998 | La hora de los valientes                 | Antonio Mercero        |
| 1999 | Cuando vuelvas a mi lado                 | Gracia Querejeta       |
| 2000 | Plenilunio                               | Imanol Uribe           |
| 2000 | Pídele cuentas al Rey                    | José Antonio Quirós    |
| 2001 | El palo                                  | Eva Lesmes             |
| 2002 | La vida de nadie                         | Eduard Cortés          |
| 2002 | El alquimista impaciente                 | Patricia Ferreira      |
| 2002 | En la ciudad sin límites                 | Antonio Hernández      |
| 2003 | La suerte dormida                        | Ángeles González Sinde |
| 2004 | Héctor                                   | Gracia Querejeta       |
| 2005 | Heroína                                  | Gerardo Herrero        |
| 2005 | El método                                | Marcelo Piñeyro        |
| 2010 | Nacidas para sufrir                      | Miguel Albaladejo      |
| 2010 | La Duquesa (TV Movie) - Caps. 1,2        | Salvador Calvo         |
| 2011 | La Duquesa (TV Movie) - Caps. 3,4        | Salvador Calvo         |
| 2011 | No lo llames amor, llámalo X             | Oriol Capel            |

## Teatre
- La rosa de papel, 1985
- Cuatro corazones con freno y marcha atrás, 1986
- La Celestina, 1988
- El alcalde de Zalamea, 1988
- El vergonzoso en palacio, 1989
- La verdad sospechosa, 1991-92
- El desdén con el desdén, 1991
- Don Gil de las calzas verdes, 1994
- El misántropo, 1996
- Doña Inés, 2007
- MacbethLadyMacbeth, 2008
- Sexos, 2009

## Televisió
- Alba (2021) - Atresmedia / Boomerang TV
- Gran Hotel (2011-¿?) - Antena 3
- La Duquesa (2010-2011) - Telecinco
- Los hombres de Paco (2005-2009) - Antena 3
- Martes de carnaval - TVE
  - Los cuernos de Don Friolera (15 de juliol 2008)
- Manolito Gafotas (Antonio Mercero, 2004) - Antena 3
- Periodistas (1998-1999) - Telecinco
- La comedia musical española (1985) - TVE
- El jardín de Venus (1983-1984) - TVE
- Aplauso (1981-1983) - TVE

## Premis i candidatures
Premis Goya
| Any  | Categoria                | Pel·lícula               | Resultat   |
| ---- | ------------------------ | ------------------------ | ---------- |
| 2005 | Millor actriu            | Heroína                  | Candidata  |
| 2003 | Millor actriu            | La suerte dormida        | Candidata  |
| 2002 | Millor actriu            | La vida de nadie         | Candidata  |
| 2000 | Millor actriu            | Plenilunio               | Candidata  |
| 1999 | Millor actriu secundària | Cuando vuelvas a mi lado | Candidata  |
| 1998 | Millor actriu secundària | La hora de los valientes | Guanyadora |

Unión de Actores
| Any  | Categoria                                   | Pel·lícula               | Resultat   |
| ---- | ------------------------------------------- | ------------------------ | ---------- |
| 2005 | Millor actriu protagonista de cinema        | Heroína                  | Candidata  |
| 2005 | Millor actriu secundària de cinema          | El método                | Guanyadora |
| 2004 | Millor actriu protagonista de cinema        | Héctor                   | Guanyadora |
| 2003 | Millor actriu protagonista de cinema        | La suerte dormida        | Candidata  |
| 2002 | Millor actriu secundària de cinema          | En la ciudad sin límites | Candidata  |
| 2000 | Millor interpretació protagonista de cinema | Plenilunio               | Candidata  |
| 1999 | Millor interpretació secundària de cinema   | Cuando vuelvas a mi lado | Candidata  |

Premis EñE del cinema
| Any  | Categoria                                  | Pel·lícula               | Resultat   |
| ---- | ------------------------------------------ | ------------------------ | ---------- |
| 2009 | Millor interpretació femenina protagonista | Nacidas para sufrir      | Candidata  |
| 2005 | Millor interpretació femenina protagonista | Heroína                  | Candidata  |
| 2003 | Mejor interpretació femenina protagonista  | La suerte dormida        | Candidata  |
| 2002 | Millor interpretació femenina protagonista | La vida de nadie         | Guanyadora |
| 2000 | Millor interpretació femenina protagonista | Plenilunio               | Candidata  |
| 1999 | Millor interpretació femenina secundària   | Cuando vuelvas a mi lado | Candidata  |
| 1998 | Millor interpretació femenina secundària   | La hora de los valientes | Guanyadora |

Altres
- Festival Internacional de Cinema de Mont-real: Millor actriu per Heroína (2005).
- Festival de Málaga: Millor actriu per Héctor (2004).
- Cercle d'Escriptors Cinematogràfics: Millor actriu per Héctor (2004).
- Setmana Internacional de Cinema de Valladolid: Millor actriu per La vida de nadie (2002).
- Premis Ondas - cinema: Millor actriu per Plenilunio (2000).
- Festival Internacional de Cinema de Comèdia de Peníscola: Millor actriu per La primera noche de mi vida (1999) i Ataque verbal (2000).